# Röster
Röster även The Real Group från 1991 är a cappella-gruppen The Real Groups tredje musikalbum. Det innehåller till största delen svenska låtar som Anders Edenroths A cappella i Acapulco, Povel Ramels Varför är Louise så blyg? och ett Pippi Långstrump-potpurri. Men några amerikanska låtar med svensk text finns också med.

## Låtlista
1. A capella i Acapulco (Anders Edenroth) – 4:14
2. Somna mitt barn (Thad Jones/Lotta Ovik/Peder Karlsson) – 3:12
3. Vid stranden (Peder Karlsson/Katarina Wilczewski) – 4:10
4. Sakta vi gå genom stan (Fred Ahlert/Beppe Wolgers) – 3:59
5. Den jag älskar (Mårten Edenroth) – 4:58
6. En gång i Stockholm (Bobbie Ericson/Beppe Wolgers) – 6:18
7. Berättelsen om Bertil (Tina Ahlin) – 4:43
8. Varför är Louise så blyg? (Povel Ramel) – 4:24
9. Jag vet en dejlig rosa (trad) – 3:44
10. Nygammal vals (Bengt-Arne Wallin/Björn Lindroth) – 3:02
11. Styrman Karlssons äventyr med porslinspjäsen (Hans Alfredson) – 3:07
12. Pippi Långstrump-potpurri (Georg Riedel/Jan Johansson/Astrid Lindgren) – 7:05

## Medverkande
- Margareta Jalkéus – sopran
- Katarina Wilczewski – alt
- Anders Edenroth – tenor
- Peder Karlsson – baryton
- Anders Jalkéus – bas